# Гребенів (станція)
Гре́бенів — проміжна залізнична станція 5-го класу Львівської дирекції Львівської залізниці на лінії Стрий — Батьово між станціями Сколе (8 км) та Тухля (8 км). Розташована у селі Гребенів Стрийського району Львівської області.

## Історія
Станція відкрита 1887 року в складі дільниці Сколе — Лавочне, як частини залізничної лінії Стрий — Мукачево. 
1961 року станцію електрифіковано постійним струмом (=3 кВ) в складі дільниці Стрий — Лавочне.